# Gheorghe Andriță
Gheorghe Andriță (n. 20 decembrie 1937, București) este un general român, care a îndeplinit funcția de secretar de stat în Ministerul de Interne (17 ianuarie 1990 - 16 iulie 1992).

## Biografie
Gheorghe Andriță s-a născut la data de 20 decembrie 1937, în municipiul Bucureștisi a decedat astazi, 4 februarie 2013 in Bucuresti. A absolvit Academia de Înalte Studii Militare și Facultatea de chimie, obținând diploma de inginer și obținând ulterior și titlul știițific de doctor în chimie. 
La data de 17 ianuarie 1990, colonelul dr. inginer Gheorghe Andriță din Ministerul de Interne a fost înaintat la gradul de general-maior (cu 1 stea)  și numit în funcția de adjunct al ministrului de interne, șef al Comandamentului serviciilor și înzestrării. 
În perioada 17 ianuarie 1990 - 16 iulie 1992, gen. dr. ing. Gheorghe Andriță a îndeplinit funcția de secretar de stat în Ministerul de Interne.
A fost înaintat apoi la gradul de general-locotenent (cu 2 stele) la 28 noiembrie 1994 , fiind trecut în rezervă la data de 31 decembrie 1997 cu acest grad. 
În august 2007, a fost trimis în judecată (alături de generalul (r) dr. ing. Mihai Chițac, fost ministru de interne și colonelul (r) Dumitru Costea, fost comandant al U.M. Trupe de Pază și Ordine Ploiești) de către procurorii Secției Parchetelor Militare din cadrul Parchetului de pe lângă Înalta Curte de Casație și Justiție sub aspectul săvârșirii infracțiunilor de participație improprie la omor calificat și omor deosebit de grav în timpul mineriadei din iunie 1990. Cei trei au fost acuzați că au dat dispoziție către subordonați, în data de 13 iunie 1990, să utilizeze armamentul din dotare cu muniție de război și să tragă asupra manifestanților, acțiune în urma căreia a rezultat decesul prin împușcare a două persoane și punerea în pericol a vieții altora.   
Gheorghe Andriță este căsătorit.